# Carbodiossiemoglobina
Si indica con carbodiossiemoglobina la molecola di emoglobina quando, ceduto l'ossigeno che ha trasportato, è diventata emoglobina ridotta (cioè con una minore saturazione di ossigeno) e ha captato, sul gruppo amminico della globina, una parte dell'anidride carbonica (CO2) prodotta come risultato del metabolismo ossidativo cellulare.
Quando per mezzo delle vene il sangue (adesso detto venoso, appunto) ritorna ai polmoni l'anidride carbonica si distacca dalla molecola di emoglobina, passa negli alveoli e viene emessa all'esterno con l'espirazione.